# Perissodus
Perissodus è un genere di pesci d'acqua dolce appartenenti alla famiglia Cichlidae, sottofamiglia Pseudocrenilabrinae.

## Distribuzione e habitat
Entrambe le specie sono endemiche del lago Tanganica.

## Tassonomia
Al genere appartengono 2 specie:
- Perissodus eccentricus
- Perissodus microlepis